# اخلاق سازمانی
اخلاق سازمانی به اخلاق یک سازمان و اینکه چگونه آن سازمان به محرک‌های داخلی و خارجی پاسخ می‌دهد گفته می‌شود. اخلاق سازمانی از فرهنگ سازمانی مستقل و به آن متکی است. اخلاق سازمانی ارزش‌های آن سازمان را برای کارکنانش یا دیگران مستقل از قوانین و مقررات بیان می‌کند.
اخلاق مجموعهٔ اصول و ارزش‌هایی است که فرد با استفاده از آن اعمال و تصمیم‌هایش را مدیریت می‌کند. یک سازمان زمانی شکل می‌گیرد که افراد با علایق و زمینه‌های متفاوت در چارچوبی مشترک متحد می‌شوند تا با همکاری بتوانند به اهدافی معین برسند. یک منشور اخلاقی درون سازمانی مجموعه‌ای از اصول است که سازمان را در تصمیم‌ها، برنامه‌ها، و سیاست‌هایش هدایت می‌کند. فرهنگ سازمانی اخلاقی از رهبران و کارکنانی تشکیل می‌شود که به این منشور اخلاقی پایبند باشند.